# Zegar Zamku Królewskiego w Warszawie
Zegar Zamku Królewskiego w Warszawie – zegar znajdujący się na Wieży Zygmuntowskiej Zamku Królewskiego w Warszawie. Zegar posiada tradycyjny, mechaniczny mechanizm, który poza wskazywaniem aktualnego czasu na czterech tarczach, sygnalizuje jego upływ poprzez wybijanie kwadransów i pełnych godzin.

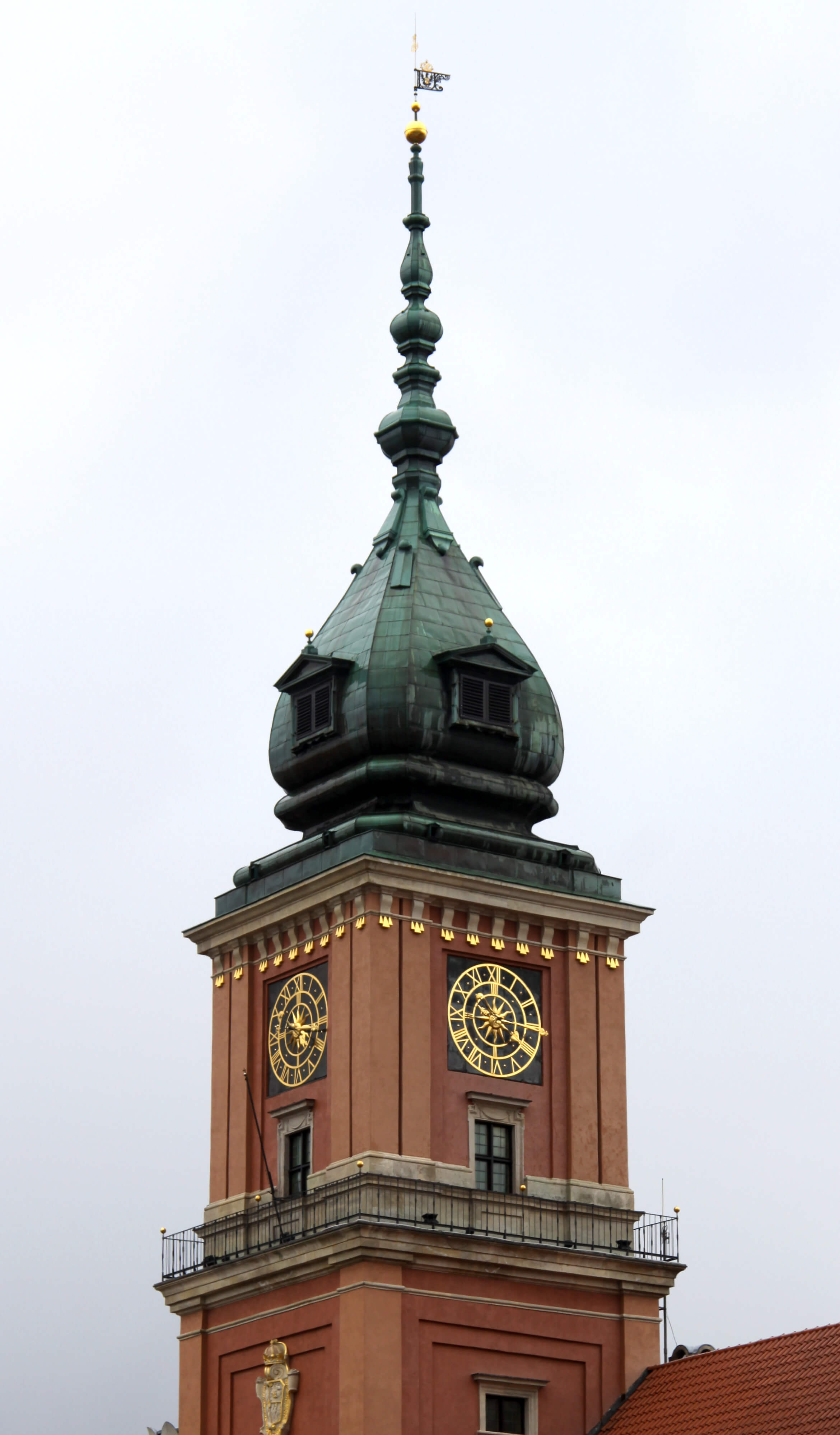
Zegar na Wieży Zygmuntowskiej Zamku Królewskiego w Warszawie

Pierwszy zegar na Wieży Zygmuntowskiej Zamku Królewskiego w Warszawie, zwanej także Zegarową, pojawił się w 1622. Rok ten jest uwieczniony na tarczy zegara od strony Dziedzińca Wielkiego Zamku Królewskiego.
Obecny zegar został zbudowany w czynie społecznym przez Zespół Budowy Zegara przy cechu Złotników, Zegarmistrzów, Optyków, Grawerów i Brązowników miasta stołecznego Warszawy w roku 1974. Od 19 lipca tegoż roku był pierwszym w pełni działającym elementem odbudowywanego wówczas Zamku Królewskiego w Warszawie.

## Historia

### 1622–1656
Zegar zamontowany został na Wieży Zegarowej Zamku Królewskiego w Warszawie wkrótce po ukończeniu jej budowy w 1622 roku i był jednym z pierwszych zegarów publicznych w stolicy. Wcześniejszy, zamontowany w początku XV wieku, funkcjonował na rozebranym w 1817 ratuszu miejskim na Rynku Starego Miasta.
Zegar został wykonany przez warszawskiego zegarmistrza Jana Suleja lub, według innych przekazów, mistrza Gerardo Priami z Florencji. Pierwotnie zegar posiadał cztery tarcze wykonane z miedzi. Cyfry i wskazówki były złocone. W zegarze zamontowano dwa dzwony odlane przez gdańskiego ludwisarza Gerharda Bennincka.
Zegar wraz z wieżą uległ zniszczeniu w 1656, w czasie najazdu szwedzkiego. Wieżę odbudowano w roku 1667, w zachowanych zapisach brak informacji o zegarze.

### XVIII w. do 1939
Według Inwentarza Zamkowego z 1769, w połowie XVIII wieku zegarem opiekował się nadworny zegarmistrz królewski Daniel Schepcke. W tymże Inwentarzu znajduje się krótki opis zegara:

Zegar Wielki nowo sporządzony, ze sztuk Żelaznych kwadranse y godziny bijący [...], a nad Zegarem Schody do Kopuły, w ktorey są dwa dzwony wielkie metallowe ieden do kwadransow, drugi do godzin.

Nowy zegar posiadał mechanizm, wybijający kwadranse i godziny, prawdopodobnie był to mechanizm z regulatorem wahadłowym i wychwytem hakowym (stary posiadał regulator kolebnikowy).
W 1775, po śmierci Schepcke’go urząd nadwornego zegarmistrza królewskiego i tym samym opiekę nad zegarem, objął Franciszek Gugenmus jeden z najwybitniejszych zegarmistrzów warszawskich tamtego okresu, starszy cechu zegarmistrzów.
W końcu XIX w. i na początku XX w. o zegar dbała firma zegarmistrzowska prowadzona przez Ferdynanda Woronieckiego z siedzibą przy obecnej ul. Ossolińskich w Warszawie. W tym czasie zegar nakręcano co trzy dni.

### II wojna światowa

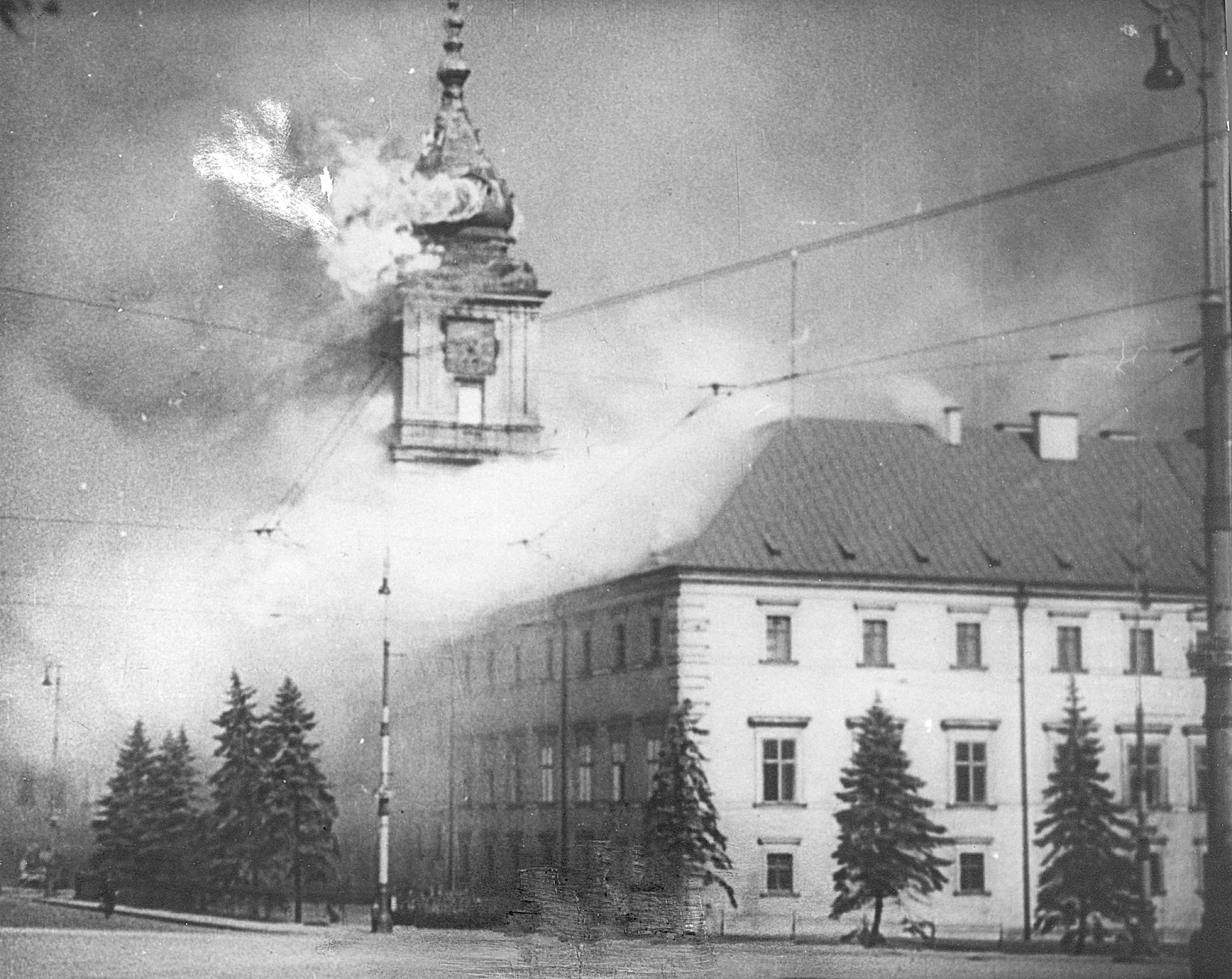
Płonący Zamek Królewski po ostrzale artylerii niemieckiej 17 września 1939

W dniu 17 września 1939 roku zegar został zniszczony w wyniku pożaru wieży wywołanego ostrzałem i bombardowaniem Zamku. Wówczas to wskazówki zegara zatrzymały się na godzinie 1115 i w tym położeniu pozostawały aż do 1944, kiedy to hitlerowcy wysadzili zamek.

### Okres powojenny
W trakcie porządkowania terenu Zamku Królewskiego z zamkowego zegara znaleziono zaledwie fragment jednej z czterech tarcz, jedną parę mocno zniszczonych wskazówek oraz jedną z czterech przekładni wskazówkowych, które znajdowały się za tarczami. Z głównego mechanizmu zegara nie ocalał żaden fragment.

### Budowa nowego zegara 1971–1974
Zaraz po podjęciu decyzji o odbudowie Zamku Królewskiego w styczniu 1971 roku, zegarmistrze warszawscy podjęli się budowy zegara na wieży. W marcu 1972 roku został powołany Zespół Budowy Zegara przy Cechu Złotników, Zegarmistrzów, Optyków, Grawerów i Brązowników miasta stołecznego Warszawy, który był kierowany przez mistrza zegarmistrzowskiego Władysława Zaleskiego i jego zastępcę Eugeniusza Wójcika. Do zespołu jako ekspert włączony został ówczesny pracownik naukowy Politechniki Warszawskiej, docent dr inż. i dyplomowany zegarmistrz Zdzisław Mrugalski. Założenia konstrukcyjne i projekt zegara Zamku Królewskiego w Warszawie opracował inż. Marek Górski.
W skład Zespołu Budowy Zegara na Zamku Królewskim w Warszawie, oprócz wymienionych wyżej osób, wchodzili (w porządku alfabetycznym): Zbigniew Cegielski – grawer, Stanisław Gałązka – zegarmistrz, Wacław Makowski – cyzeler, Wacław Mandryk – zegarmistrz, Józef Paniasiuk – grawer, Julian Pazderski – zegarmistrz, Edmund Pielak – zegarmistrz, Józef Prymas – zegarmistrz, Konrad Smoderek – grawer, Mieczysław Soporek – zegarmistrz, Jan Stefanek – zegarmistrz, Zbigniew Wierzbicki – zegarmistrz.
Zegar został wykonany w czynie społecznym. Środki finansowe na niezbędne wydatki zbierali prywatni zegarmistrze w całym kraju, czy też przeznaczali członkowie Zespołu Budowy Zegara.
Montaż i wstępne uruchomianie poszczególnych zespołów i całego mechanizmu następowało w udostępnionej Zespołowi suterynie w budynku przy ulicy Bugaj 14, a jego pierwsza publiczna prezentacja miała miejsce w budynku cechowym – w Muzeum Rzemiosł Artystycznych i Precyzyjnych na ulicy Piekarskiej 20, w pierwszych dniach lipca 1974 roku.
W czerwcu 1974 na plac Zamkowy przywiezione zostały na tarcze zegarowe i tam prezentowane były one mieszkańcom do czasu ich montażu na wieży (26–27 czerwca). 6 lipca przywieziony został mechanizm zegara, następnie został on dźwigiem wyniesiony na wieżę i wstawiony do przeznaczonego dlań pomieszczenia przez otwór w stropie.
Uroczyste uruchomienie zegara miało miejsce 19 lipca 1974 roku o godzinie 11.15.

## Opis zegara

### Tarcze zegara

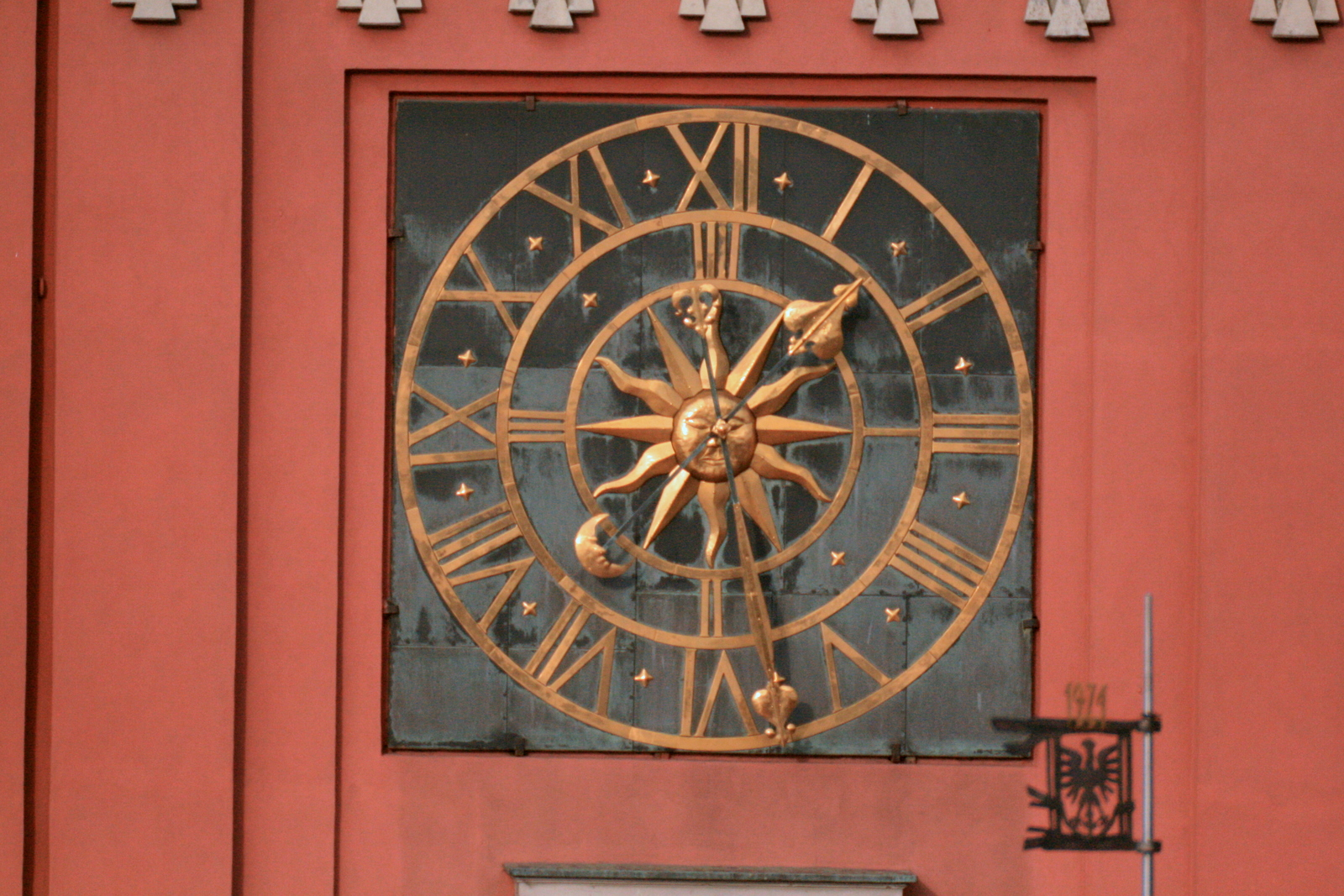
Jedna z czterech tarcz zegara

Dokumentację wystroju zewnętrznego zegara (tarcze i wskazówki), wiernie odtwarzającą jego dawny wygląd na podstawie ocalałych elementów oraz przedwojennych fotografii, jak również zachowanych materiałów inwentaryzacyjnych, opracował zespół pracowników Politechniki Warszawskiej pod kierunkiem prof. inż. arch. Stanisława Marzyńskiego. Na podstawie tej dokumentacji kilku członków Zespołu Budowy Zegara przystąpiło do wykonania elementów czterech tarcz i czterech par wskazówek. Kwadratowe tarcze, których boki mają długość 282 cm, wykonane są z kilkunastu arkuszy blachy miedzianej połączonych z sobą i zamocowanych na szkieletach ze stali nierdzewnej. Cyfry i rozetki dekoracyjne oraz okręgi tarczy wykonane są również z miedzi i pokryte warstwą złota. Wskazówki, których całkowite długości wynoszą: godzinowa – 174 cm, a minutowa – 205 cm, wykonano z prętów miedzianych z odpowiednio dekorowanymi końcówkami w całości pokrytymi warstwą złota. Na jednej z tarcz zegara – od strony Dziedzińca Wielkiego – umieszczona jest liczba 1622, oznaczająca rok zbudowania pierwszego zegara.
Tarcze zegarowe zostały zmontowane w hangarach na terenie Nadwiślańskiej Jednostki MSW pod kierunkiem członka Zespołu Budowy Zegara Jana Stefanka. Przy montażu tarcz współpracowała grupa żołnierzy z tej jednostki pod dowództwem por. Kazimierza Wąsowicza. Montaż czterech tarcz polegał na pokryciu stalowych szkieletów miedzianą blachą oraz zamocowaniu cyfr, okręgów i rozetek – zgodnie z dokumentacją.
Tarcze zegarowe Zamku Królewskiego nie są identyczne. Pomijając datę na tarczy od strony Dziedzińca Wielkiego, twarze centralnie umieszczonych na każdej tarczy „słoneczek” mają różny wyraz. Są to: „smutek”, „obojętność”, „uśmiech” i „wesołość”.
Metal na wykonanie tarcz zegarkowych został zebrany w zbiórce publicznej zorganizowanej przez Zespół Budowy Zegara.

### Dzwony zegarowe
Dwa dzwony zegarowe, umieszczone w hełmie wieży, wykonał w czynie społecznym ludwisarz z Węgrowa Antoni Kruszewski wraz z synami Adamem i Andrzejem. Większy gong, przeznaczony do wybijania godzin, ma masę 860 kg i wydaje dźwięk w tonacji: „G”. Mniejszy – do oznajmiania kwadransów – 440 kg wydaje dźwięk „Ais”.
W dniu 26 października 1973 gongi były gotowe. W reprezentacyjnym budynku Cechu, jako pierwszy, gotowy element nowego zegara były one prezentowane szerokiej publiczności już od kwietnia 1974 roku.
Jeszcze przed przetransportowaniem dzwonów na Zamek Królewski przeprowadzono próby z kilkoma rodzajami młotków i dla różnych miejsc uderzania w dzwon, by uzyskać jak najlepszy dźwięk dzwonów.
Złom metali kolorowych na wykonanie dzwonów zegarowych został pozyskany w zbiórce publicznej zorganizowanej przez Zespół Budowy Zegara.

### Mechanizm zegara[32]
- Naciąg – silnik elektryczny ze sterowaniem za pomocą systemu wyłączników i przekładnią ślimakową.
- Napęd – obciążnikowy. Obciążniki zawieszone na „łańcuchach bez końca”. Podciągane są przy pomocy silnika elektrycznego.
- Przekładania chodu – wszystkie koła z zębami o zarysie ewolwentowym. Dla wałków najbardziej obciążonych zastosowano łożyska kulkowe, dla pozostałych – łożyska ślizgowe porowate (tzw. samosmarujące).
- Napęd pośredni – różnicowy napęd pośredni z obciążnikiem. Zapewnia on eliminację wpływu zakłóceń pochodzących z przekładni wskazań, które mogą wynikać np. z oblodzenia wskazówek, silnych wiatrów, czy też na skutek siadania na wskazówkach ptaków. Napęd pośredni gwarantuje także stabilniejszą wartość momentu napędowego na kole wychwytowym, gdyż na jego stabilność ma wpływ wahanie momentu chwilowego tylko na jednym stopniu przekładni zębatej. Dodatkową zaletą napędu pośredniego, jest możliwość wykonania przekładni zębatej z zębami kół o zarysie ewolwentowym, gdyż zarys zębów nie wpływa na wartość momentu napędowego na kole wychwytowym. Przekładnia z zębami o zarysie ewolwentowym jest trwalsza, a wykonanie dzięki powszechnemu stosowaniu zarysu ewolwentowego jest zdecydowanie łatwiejsze.
- Wychwyt – wychwyt kotwiczny Grahama, zapewniający wyższą dokładność działania zegara niż inne znane rozwiązania.
- Oscylator – wahadło sekundowe, kompensacyjne w systemie Rieflera.
- Rozrząd – jako że zegar posiada cztery tarcze, więc także cztery pary wskazówek, to niezbędnym jest rozrząd sygnału wzorcowego na każdą z tarcz zegara.
- Przekładnia wskazań – transmitowany sygnał jest informacją o upływie minut. Dla napędzania wskazówki godzinowej niezbędna jest dodatkowa przekładnia – przekładnia wskazań przy każdej z tarcz zegara.

Płyty łożyskowe zegara zaprojektowano jako jednolite, odlewane ze staliwa elementy, łączone ze sobą za pomocą słupków dystansowych.
Poza mechanizmem chodu, zegar posiada wyzwalane kołem zapadowym mechanizmy bicia godzin i bicia kwadransów. Są one napędzane oddzielnymi obciążnikami, a naciągane za pomocą tego samego silnika elektrycznego. Jest to możliwe dzięki odpowiedniemu doborowi przełożeń w mechanizmie napędowym.
Zaplombowana dokumentacja zegara Zamku Królewskiego, z informacją o zakazie jej wykorzystania do wykonania innego zegara została przez Zespół Budowy Zegara złożona w Archiwum Zamku Królewskiego.

## Opieka nad zegarem
Do uruchomieniu zegara do końca XX wieku konserwację mechanizmu wykonywali w czynie społecznym budowniczowie. Od 2000 roku mechanizmem zegara opiekuje się firma jednego ze współbudowniczych zegara Marka Górskiego, którą potem przejął jego syn Bartłomiej.